# Джумити (Хабуме)
Джумити (груз. ჯუმითი) — село в Грузии, на территории Чхороцкуского муниципалитета края (мхаре) Самегрело-Верхняя Сванетия.

## География
Село находится в западной части Грузии, на правом берегу реки Хобисцкали, на расстоянии приблизительно 4 километров (по прямой) к северу от города Чхороцку, административного центра муниципалитета.

## Население
По результатам официальной переписи населения 2014 года в Джумити проживало 411 человек (195 мужчин и 216 женщин). В национальной структуре населения грузины составляли 100 %, русские — 0,1 %.
| Год  | Население, человек |
| ---- | ------------------ |
| 2002 | 635                |
| 2014 | ↘ 411              |